# Jadwiga Karolina Żak
Jadwiga Karolina Żak CSFN, siostra Maria Imelda od Jezusa Hostii (ur. 29 grudnia 1892 w Oświęcimiu, zm. 1 sierpnia 1943 pod Nowogródkiem) – polska siostra zakonna, nazaretanka, błogosławiona Kościoła katolickiego.

## Życiorys
13 maja 1911 roku wstąpiła do zgromadzenia. W nowicjacie w Albano Laziale złożyła śluby zakonne. W 1936 przyjechała do Nowogródka. W latach 1922–30 pracowała jako nauczycielka i wychowawczyni w Gimnazjum "Nazaretanek" w Stryju.
Pracowała jako nauczycielka i wychowawczyni w internacie. Po wybuchu II wojny światowej była zakrystianką w nowogródzkim kościele farnym pw. Przemienienia Pańskiego.
Pierwsze represje spotkały siostrę ze strony sowieckiego okupanta. Po wkroczeniu Niemców oddała życie za mieszkańców miasta i została rozstrzelana przez gestapo w lasku pod Nowogródkiem razem z 10 innymi siostrami zakonnymi.
W pozostawionych zapiskach błogosławionej siostry Marii Imeldy czytamy:

Spraw Panie, by moja modlitwa była jak ciężki kamień sięgający dna boskiej głębi, a na powierzchni wód zataczała coraz szersze kręgi.

Została beatyfikowana przez papieża Jana Pawła II 5 marca 2000 roku w grupie 11 męczennic z Nowogródka.